# Borewka
Borewka (ukr. Боревка) – mało wybitny szczyt górski w Gorganach Środkowych znajdujący się na terenie rejonu kałuskiego ukraińskiego obwodu iwanofrankiwskiego.

## Topografia
Borewka stanowi jedną z niższych kulminacji grzbietu odchodzącego ku północnemu zachodowi ze szczytu Wielkiej Sywuli. Licząc od jego skraju, Borewkę poprzedza bezimienny szczyt o wysokości 1436 m n.p.m., natomiast w kierunku Sywuli jako kolejna znajduje się Borewczyna (Łopuszna) o wysokości 1694 m n.p.m. Sama Borewka wznosi się na wysokość 1596 m n.p.m. przy wybitności równej 29 m. Przewyższenie nad doliną Bystryka oddzielającą na południowym zachodzie pasmo Sywuli od grzbietu Gorgan wynosi ok. 630 m. Po stronie wschodniej dolina Borewczyka, której dno znajduje się ok. 300 m poniżej szczytu oddziela Borewkę od Ihrowiszcza. Zbocza pokrywają rumowiska skalne i połacie kosodrzewiny.
Panorama z Borewki zdominowana jest przez grzbiet Sywuli na południowym wschodzie oraz Ihrowiszcze (szczyty Ihrowiec i Wysoka) na północy. Pomiędzy nimi widoczne są szczyty z północno-wschodniego skraju Gorganów, w tym chociażby Stanimir i Kateryna. Na południu widoczne jest pasmo Połoniny Czarnej z najwyższą Bratkowską Dużą oraz Świdowiec (Geryszaska, Tataruka, Ungariaska). Od południa po wschód na pierwszym planie ciągnie się grzbiet Gorgan z kulminacją w wierzchołku Koniec Gorganu po stronie południowej. Za nim dostrzec można szczyty odleglejszych partii Gorganów – Bert, Busztuł, Streminos, Strymba, Negrowiec, Petros, Popadia. Panoramę na północnym zachodzie domyka wysoka grupa obejmująca Parenki, Grofę, Mołodą i Jajko Ilemskie oraz pasmo Arszycy ze szczytami Gorgan Ilemski, Wierch Menczełyn czy Wierch Słobusznica.

## Ochrona przyrody i turystyka
Szczyt Borewki nie znajduje się na terenie żadnej wielkopowierzchniowej formy ochrony przyrody. Położony jest ok. 850 m na zachód od granic Parku Narodowego „Syniohora”.
Przez wierzchołek przebiega znakowany na czerwono Wschodniokarpacki Szlak Turystyczny. Po zejściu z Ihrowca na przełęcz Borewka wspina się on następnie na grzbiet sywulski i przez Borewkę prowadzi w kierunku Wielkiej Sywuli, a dalej Ruszczyny. Poniżej szczytu Borewki w kierunku zachodnim odbija od niego czarny szlak wiodący w dolinę Łomnicy. Współczeny szlak czerwony na tym obszarze niemal dokładnie odtwarza przebieg polskiego Głównego Szlaku Karpackiego PTT z lat 30. XX wieku.

## Nazwa
Nazwa Borewka powstała poprzez dodanie przyrostka -к(а) do przymiotnika *боревий (*borewyj). Dla niego źródłem był z kolei gwarowy wyraz бір (bir) – pol. „bór”. Przypuszcza się, że do powstania formy borewka mogła przyczynić się obecność lokalnego określenia борівка (boriwka) w znaczeniu „borówka, jagoda”.
Nazwę tę nosi zarówno szczyt górski, jak i nieodległa przełęcz i położony za nią grzbiet (Mała Borewka). W okolicy występują też wierzchołek Borewczyna oraz potok Borewczyk).